# Talyshi
Los talyshi (también Talysh, Talishi, Taleshi o talises) son un pueblo iranio que habla el idioma talish, uno de los idiomas iranios del noroeste. Se habla en las regiones norteñas de las provincias iraníes de Guilán y Ardebil y la parte meridional de la república de Azerbaiyán. A los talyshi norteños (la parte de la República de Azerbaiyán) se los conocía históricamente como Talish-i Gushtasbi.
El talyshi tiene dos dialectos principales, mutuamente inteligibles: el septentrional (que se habla en Azerbaiyán e Irán) y el meridional (que se emplea únicamente en Irán). Según Ethnologue, el azerí se usa como lengua literaria y los hablantes también la emplean. No hay datos estadísticos sobre el número de personas que hablan talyshi en Irán, pero se calcula en alrededor de un millón.[cita requerida] Los talisíes se cree que son unos novecientos doce mil. La tesis Positive Orientation Towards the Vernacular among the Talysh of Sumgayit afirma que al menos trescientas mil personas hablaban talyshi en 2003 en la República de Azerbaiyán. Según el censo oficial de la República de Azerbaiyán, cuyos datos cuestionan los nacionalistas talisíes, los talisíes que habitan en el país son ochenta mil. Según algunas fuentes, el Gobierno azerbaiyano ha impuesto la integración forzosa de todas las minorías, incluidas la talyshí, tat y lezguina. Según Svante. E. Cornell: «Mientras que oficialmente el número de lezguinos registrados es como mucho de 180 000, los lezguinos dicen que el número de ellos registrados como azerbaiyanos es mucho más alto que esa cifra; algunos señalan que hay más de 700 000 lezguinos en Azerbaiyán. Estas cifras son denegadas por el Gobierno azerbaiyano, pero en privado muchos azeríes reconocen el hecho de que los lezguinos —y lo mismo puede decirse respecto a los talyshíes y los tat de Azerbaiyán— es mucho más alto que la cifra oficial».